# Camille Pleyel

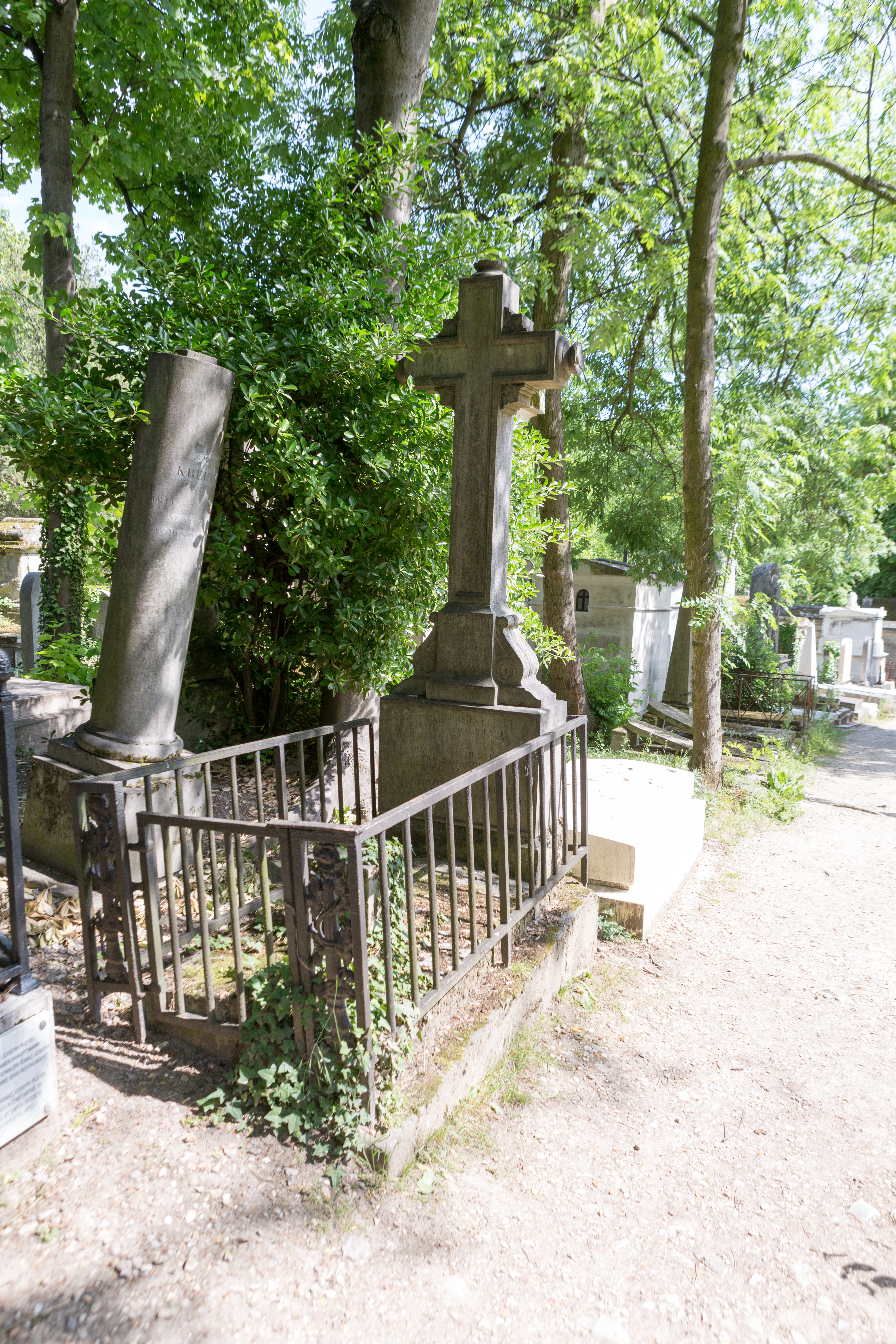
Grób Camille’a Pleyela na paryskim Cmentarzu Père-Lachaise

Camille Pleyel (ur. 18 grudnia 1788 w Strasburgu, zm. 4 maja 1855 w Montmorency, k. Paryża) – francuski pianista, kompozytor, wydawca, przedsiębiorca. Syn austriackiego fabrykanta i kompozytora Ignaza Pleyela.

Od 1815 roku był wspólnikiem w ojcowskiej fabryce fortepianów Pleyel, którą przejął w 1824. Otworzył też firmową salę koncertową Salle Pleyel, w której występował m.in. Fryderyk Chopin.
 
Był żonaty z pianistką Marie Pleyel. Fryderyk Chopin zadedykował mu Preludia op. 28 (wyd. francuskie Catalina). 
Został pochowany na Cmentarzu Père-Lachaise w Paryżu.